# Dzaoudzi
Dzaoudzi é uma comuna de Mayotte, departamento ultramarino da França que se localiza no Oceano Índico, a oeste de Madagáscar. A comuna de Dzaoudzi, também chamada de Dzaoudzi-Labattoir, consiste das cidades gêmeas de Dzaoudzi e Labattoir. Se localiza na pequena ilha de Petite-Terre (ou Pamanzi). Serviu como capital de Mayotte até 1977, quando Mamoudzou, na ilha de Grande-Terre (Mahoré), a principal ilha de Mayotte, absorveu essa função.
Uma unidade da Legião Estrangeira Francesa está baseada a Dzaoudzi .